# FilKONtario
FilKONtario es una convención de fanes dedicada al movimiento filk —que agrupa a los fanes de la música de ciencia ficción y fantasía— que se celebra anualmente desde el año 1991 en la localidad de Mississauga, en el estado de Ontario, siendo el único en su tipo que se realiza en Canadá; desde 1995 en tanto, se anexó el denominado «Salón de la fama filk», que reconoce a quienes han hecho contribuciones significativas a la música filk y su comunidad en todo el mundo.